# Harry + Max
Harry + Max je americký hraný film z roku 2004, který režíroval Christopher Münch podle vlastního scénáře. Film popisuje vztah dvou bratrů. Snímek měl světovou premiéru na Sundance Film Festivalu dne 17. ledna 2004.

## Děj
Děj filmu se točí kolem dospívajících bratrů Harryho a Maxe. Starší Harry je heterosexuální, zatímco šestnáctiletý Max je gay a snaží se vyrovnat se svou sexualitou. Oba společně odjíždějí na víkendový výlet, kde se situace více zkomplikuje částečným obnovením incestního vztahu mezi nimi. Oba se snaží pochopit své vzájemné pocity a navzájem se chránit ve světě, ve kterém se jim zdá, že se je snaží všichni využít včetně jejich vlastní matky.

## Obsazení
| Bryce Johnson     | Harry           |
| Cole Williams     | Max             |
| Rain Phoenix      | Nikki           |
| Katherine Ellis   | Brandi          |
| Roni Deitz        | Roxanne         |
| Tom Gilroy        | Josiah          |
| Michelle Phillips | matka           |
| Justin Zachary    | Jordan          |
| Max Piscioneri    | Max jako dítě   |
| Mark L. Young     | Harry jako dítě |

## Ocenění
- Nominace na velkou cenu poroty na Sundance Film Festival